# Antoaneta Kostadinova
Antoaneta Nikolaïeva Kostadinova (en bulgare : Антоанета Николаева Бонева), née le 17 janvier 1986 à Targovichté (Bulgarie), est une tireuse sportive bulgare.
En 2020, elle remporte la médaille d'argent du tir au pistolet à 10 m air comprimé aux Jeux olympiques d'été.

## Carrière
Aux Jeux européens de 2015 à Bakou, elle est médaillée d'argent au tir au pistolet à 25 mètres. Elle obtient ensuite la médaille d'argent au tir au pistolet à 25 mètres par équipes aux Championnats d'Europe de tir 2017 (en) à Bakou.[réf. souhaitée]
Aux Jeux européens de 2019 à Minsk, elle est médaillée de bronze au tir au pistolet à 25 mètres ainsi qu'au tir au pistolet à air comprimé à 10 mètres. Elle obtient ensuite la médaille d'argent au tir au pistolet à 25 mètres par équipes aux Championnats d'Europe de tir 2021 (en) à Osijek.
Lors des Jeux olympiques d'été de 2020, elle remporte la médaille d'argent du tir au pistolet à 10 m air comprimé derrière la Russe Vitalina Batsarashkina et devant la Chinoise Jiang Ranxin, mais elle a terminé à la quatrième place au tir au pistolet à 25 m.
Aux Jeux européens de 2023 à Cracovie, elle est médaillée de bronze au tir au pistolet à air comprimé à 10 mètres mixte et médaillée d'argent au tir au pistolet à air comprimé à 25 mètres en individuel.